# Srebrenicamassakern

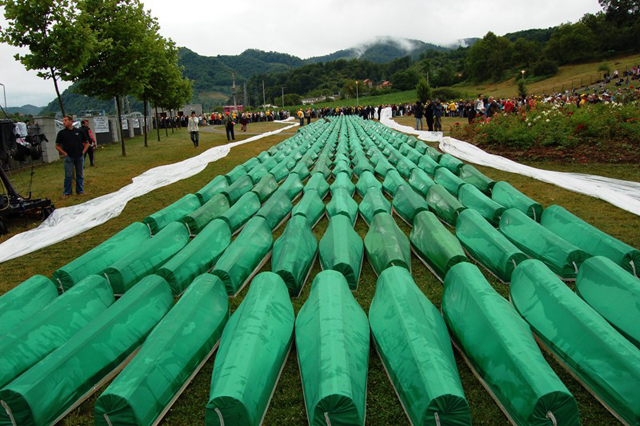
465 identifierade kroppar.

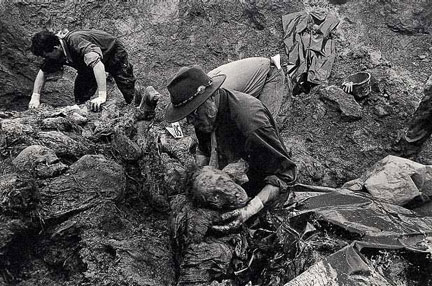
Utgrävning av gravar i Srebrenica.

Srebrenicamassakern var ett folkmord som ägde rum från den 11 till omkring 22 juli 1995 i staden Srebrenica med omnejd i Bosnien och Hercegovina under Bosnienkriget. Sammanlagt beräknas omkring 8372 bosniaker (bosniska muslimer), huvudsakligen män och pojkar i åldrarna 13 till 78, ha mördats av bosnienserbiska styrkor under ledning av general Ratko Mladić. Internationella krigsförbrytartribunalen för det forna Jugoslavien slog i april 2004 fast att Srebrenicamassakern utgjorde ett folkmord. Massakern anses allmänt vara den grövsta krigsförbrytelsen som ägt rum i Europa sedan andra världskriget.

## Efterspel
Den 19 april 2004, under åtalet mot general Radislav Krstić, fastställde Internationella krigsförbrytartribunalen för det forna Jugoslavien enhälligt att Srebrenicamassakern är ett folkmord. Under kriget hade Bosnien stämt staten Serbien på grunderna att de var inblandade och möjliggjorde folkmordet på bosnienmuslimer under kriget. Internationella domstolen i Haag fastslog att Serbien inte var direkt ansvarigt för folkmordet men ansåg dock att Serbien brutit mot folkmordskonventionen då man inte gjort tillräckligt för att förhindra folkmordet vid Srebrenica. Internationella domstolen i Haag fastställde samtidigt krigsförbrytartribunalens beslut att Republika Srpskas styrkor hade begått folkmord i Srebrenica.
Det har varit ett svårt efterarbete att hitta alla kroppar, eftersom flera massgravar grävts upp och flyttats. År 2009 fanns det omkring 2 000 oidentifierade kroppar. År 2010 röstade det serbiska parlamentet igenom en resolution där de officiellt bad om ursäkt för Srebrenicamassakern och sade att de borde ha gjort mer för att förhindra massakern.
Den bosnienserbiske ledaren vid tiden för massakern, Radovan Karadžić, hade en aktiv roll i skeendena och dömdes den 24 mars 2016 till 40 års fängelse för folkmord, krigsbrott samt brott mot mänskligheten av krigsförbrytartribunalen i Haag. Efter överklagande av domen skärptes straffet den 20 mars 2019 till livstids fängelse.
Den 26 maj 2011 greps Ratko Mladić och överlämnades kort därefter till domstolen i Haag. Den 22 november 2017 dömdes han till livstids fängelse efter att domstolen fällt honom på 10 av 11 åtalspunkter, däribland folkmord, terror och brott mot krigets lagar eller seder..